# ويليام جيمس بيل
ويليام جيمس بيل (بالإنجليزية: William James Beal)‏ (و. 1833 – 1924 م) هو عالم نبات من الولايات المتحدة الأمريكية. ولد في أدريان. 
توفي في أميرست، ماساتشوستس، عن عمر يناهز 91 عاماً.

## التعليم
تعلم في جامعة هارفارد، وجامعة شيكاغو، وجامعة ميشيغان.

## مناصب وهيئات
أدار جامعة شيكاغو.

## روابط خارجية
- ويليام جيمس بيل على موقع الموسوعة البريطانية (الإنجليزية)